# Relaciones China-Marruecos
Las relaciones China-Marruecos se refieren a las relaciones bilaterales entre China y Marruecos. Las relaciones diplomáticas entre ambos países se establecieron en noviembre de 1958. Marruecos tiene una embajada en Pekín, que también actúa como consulado general. China por su parte, tiene una embajada en Rabat.
En junio de 2016, tras una visita del Rey Mohamed VI a Pekín, Marruecos decidió eximir a los ciudadanos chinos de las visas de turista. Esta medida resultó en un aumento de seis veces en el número de turistas chinos entre 2015 y 2018, llegando a los 180.000. En 2020, Marruecos participó en los ensayos de fase 3 de la vacuna Sinopharm contra Covid-19 y en 2021 elige recurrir al laboratorio chino en particular en su estrategia de vacunación contra el virus.
En cuanto a la cuestión del Sáhara Occidental, oficialmente China se mantiene neutral, sin reconocer ni a la RASD ni a Marruecos sobre el territorio. Como miembro permanente del Consejo de Seguridad de la ONU, China apoyó la Resolución 2240 en 2018, que pide «alcanzar una solución política realista, pragmática y duradera a la cuestión del Sáhara Occidental, que se base en un compromiso».

## Financiamiento chino para el desarrollo a Marruecos
De 2000 a 2012, hay aproximadamente 36 proyectos de financiación del desarrollo oficiales chinos identificados en Marruecos a través de varios informes de los medios de comunicación. Estos proyectos van desde un memorando de entendimiento de 248 millones de dólares con el Banco de Exportación e Importación de China para construir la carretera Berreshid-Beni Melal en 2011, hasta un acuerdo de préstamo preferencial de 150 millones de CNY en Rabat para construir y equipar ocho hospitales generales privados en varios regiones de Marruecos.
En noviembre de 2016, Marruecos anunció el desarrollo de Tangier Tech City, un nuevo centro económico en el norte del país, con la asistencia de organizaciones de desarrollo y multinacionales chinas, incluida la firma aeronáutica internacional Haite Group, Morocco-China International y BMCE Bank of Africa. Se proyecta que el proyecto costará $ 11 mil millones de dólares.

## Derechos humanos
En junio de 2020, Marruecos fue uno de los 53 países que respaldaron la ley de seguridad nacional de Hong Kong en las Naciones Unidas.

## Educación
Se establecieron tres Institutos Confucio en Marruecos, el primero en marzo de 2008 en la Universidad Mohammed V, el segundo en mayo de 2012 en la Universidad Hassan II de Casablanca y el tercero en la Universidad Abdelmalek Essaâdi en septiembre de 2016.